# Davey Rimmer
Davey Rimmer (Liverpool, 6 dicembre 1965) è un bassista britannico noto per essere il bassista della  band heavy metal britannica degli Uriah Heep.

## Biografia
Inizia la sua attività a metà degli anni ottanta, e suona in varie band. 
Nel 2013 fa il suo ingresso negli Uriah Heep, sostituendo lo scomparso Trevor Bolder.
Negli anni successivi entra anche a far parte per un breve periodo dei Rock Savage. Nel 2016 è tra i fondatori del gruppo Town Metalworks, insieme a Richie Faulkner e Les Binks (dei Judas Priest), e di Pete Fresen, dei The Almighty.

## Discografia

### Solista
- 2003 - Storm in the Garage
- 2012 - Mood Jazz Forever

### Con gli Uriah Heep
- 2014 – Outsider
- 2018 – Living the Dream
- 2023 – Chaos & Colour

### Con i Monument
- 2014 - Renegades
- 2016 - Hair of the Dog
- 2018 - Hellhound

### Con i Zodiac Mindwarp And The Love Reaction
- 1992 - My Life Story
- 1992 - Hoodlum Thunder
- 2002 - I Am Rock
- 2003 - Weapon of Mass Distruction